# غيردية
الغَيَّرْدِيَة أو عنبر كشميري أو النَّاعُورة (الاسم العلمي: Gaillardia) هي جنس من النباتات يتبع فصيلة النجمية من الرتبة النجميات.